# 四月之春親善藝術節

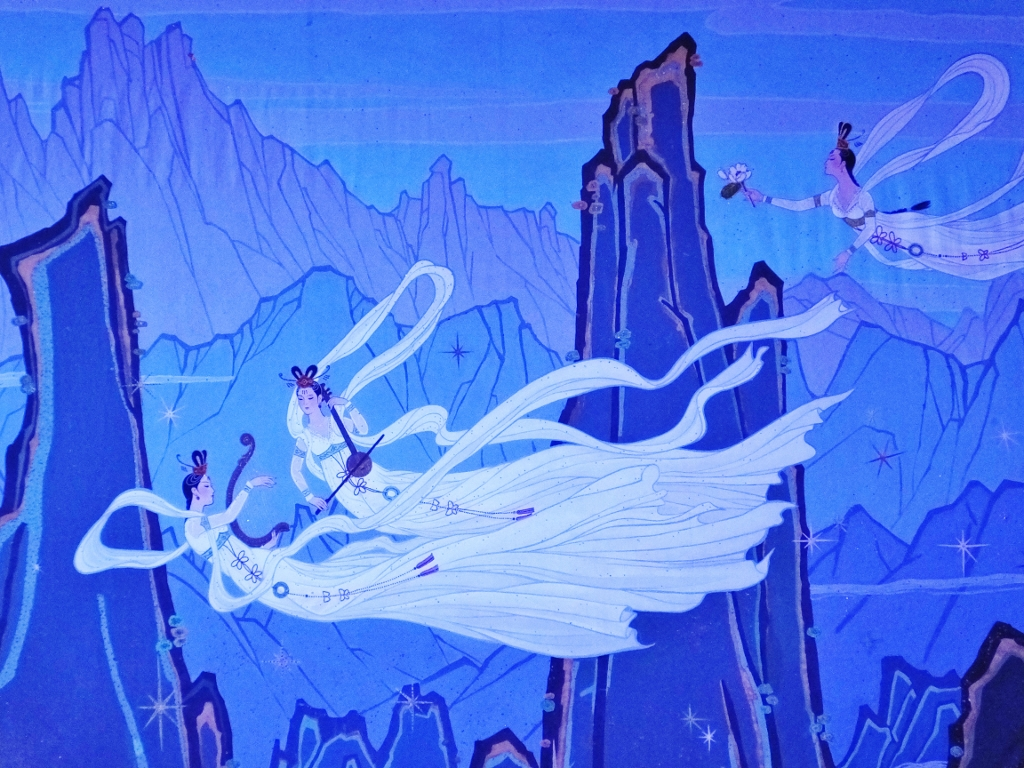
四月之春親善藝術節的宣傳海報

四月之春親善藝術節（朝鲜语：／；官方中文名稱爲四月之春友誼藝術節），是朝鮮自1983年起每年4月15日金日成生日前後舉行的藝術節，至今已举办33届。

## 概要
自1983年起，朝鮮在每年4月15日金日成生日前後，即太陽節也舉行四月之春親善藝術節。在自主、和平、友誼理念下，邀請包括朝鮮，日本，中華人民共和國等數十國的100餘個藝術團、數千藝術家参加進行規模表演。平壤市的各藝術團也進行公演。

## 2022年第32届四月之春艺术节
与以往的四月之春艺术节不同，受新冠疫情影响，本次艺术节通过互联网对外播放。来自朝鲜、中华人民共和国、俄罗斯、古巴、法国、瑞士、白俄罗斯、保加利亚、塞尔维亚、英国、埃塞俄比亚、柬埔寨等国的63个团体参加了此次演出。